# 艾特雷海滩站
艾特雷海滩站，简称艾特雷站，是法国的一个铁路车站，位于法国西部海滨市镇艾特雷，靠近拉罗谢尔。

## 位置
艾特雷海滩站位于艾特雷市区的西部，南特－圣特铁路182.607公里处，距离拉罗谢尔城站大约2.8公里。车站大致呈南北走向，两侧均可进出车站。

## 站台设置
| 西↑ |      |               |  |
|     | 侧式 |               |  |
| 2道 |      | 拉罗谢尔方向→ |  |
| 1道 |      | ←罗什福尔方向 |  |
|     | 侧式 |               |  |
| 东↓ |      |               |  |

## 停靠线路
以下列车线路在艾特雷海滩站停靠：
| 艾特雷海滩站列车线路表   |      |          |            |                                  |
| 线路                     | 车种 | 上一站   | 下一站     | 大致运行频率                     |
| 拉罗谢尔-海豚门—罗什福尔 | TER  | 拉罗谢尔 | 滨海昂古兰 | - 工作日每天10趟 - 周末每天3-5趟 |
| 1.                       |      |          |            |                                  |

## 配套交通

### 长途客车
艾特雷海滩站附近暂无固定长途大巴车线路，滨海夏朗德省城际客运提供部分经停艾特雷市中心的线路，可前往鲁瓦扬、叙热尔等地。此外，当铁路线施工或罢工时，SNCF可能也会提供途径该线路沿途站点的大巴车，其车票可与SNCF的同线路车票通用。

### 城市公共交通
| 艾特雷海滩站附近的市内公共交通线路 |                     |                                            |
| 公交车站名称                       | 位置                | 停靠线路                                   |
| Aytré Plage 艾特雷-海滩            | 艾特雷海滩站1站台外 | ILLICO 1a：艾特雷-海滩 ↔ 拉罗谢尔-综合商场 |
| 1. 2.                              |                     |                                            |

### 社会车辆
艾特雷海滩站门口设有社会车辆停车场。

## 临近车站
| 艾特雷海滩站（Gare d'Aytré-Plage） |                |                      |
| 上行车站                           | 线路           | 下行车站             |
| 拉罗谢尔城站 2.8km ←               | 南特－圣特铁路 | 滨海昂古兰站 → 3.4km |
| - 本表仅显示运营中的线路及车站     |                |                      |